# لياندرو بينيتيز
لياندرو بينيتيز (بالإسبانية: Leandro Benítez)‏ هو لاعب كرة قدم أرجنتيني في مركز الوسط، ولد في 5 أبريل 1981 في إنسينادا ‏ في الأرجنتين. لعب مع أوليمبو وإستوديانتيس دي لا بلاتا وكيلمس.

## وصلات خارجية
- لياندرو بينيتيز على موقع الاتحاد الدولي (مؤرشف)  (الإنجليزية)
- لياندرو بينيتيز على موقع إي إس بي إن إف سي (الإنجليزية)
- لياندرو بينيتيز على موقع قاعدة بيانات كرة القدم.إي يو (الإنجليزية)
- لياندرو بينيتيز على موقع Soccerway.com (الإنجليزية)